# Andres Gabetta
Andres Gabetta  né en 1976, est un violoniste baroque franco-argentin d'origine italienne et française par son père et russe par sa mère.
Il a reçu ses premiers cours de violon en Argentine puis a étudié à l'École supérieure de musique Reine-Sophie à Madrid. Il a complété ses études à la Haute école de musique de Bâle (de) et à la Schola Cantorum Basiliensis. 
Avec sa sœur Sol Gabetta, il a fondé en 2011 son propre ensemble baroque, la Cappella Gabetta. Il joue sur un violon vénitien de Pietro Guarneri datant de 1727,.